# ホンジュラス・トップ50
ホンジュラス・トップ50 (Honduras Top 50) はホンジュラスの公式な音楽放送チャート。このランキングは、サン・ペドロ・スーラ、テグシガルパ、ラ・セイバ、プエルト・コルテス、チョルテカ、Roaton のラジオ局で調査した放送内容を元にしている。集計は Fuzion magazine が行い、El Tiempo 紙が発表する。